# Leptogenys punctata
Leptogenys punctata é uma espécie de formiga do gênero Leptogenys, pertencente à subfamília Ponerinae.